# Arbre fertilisant

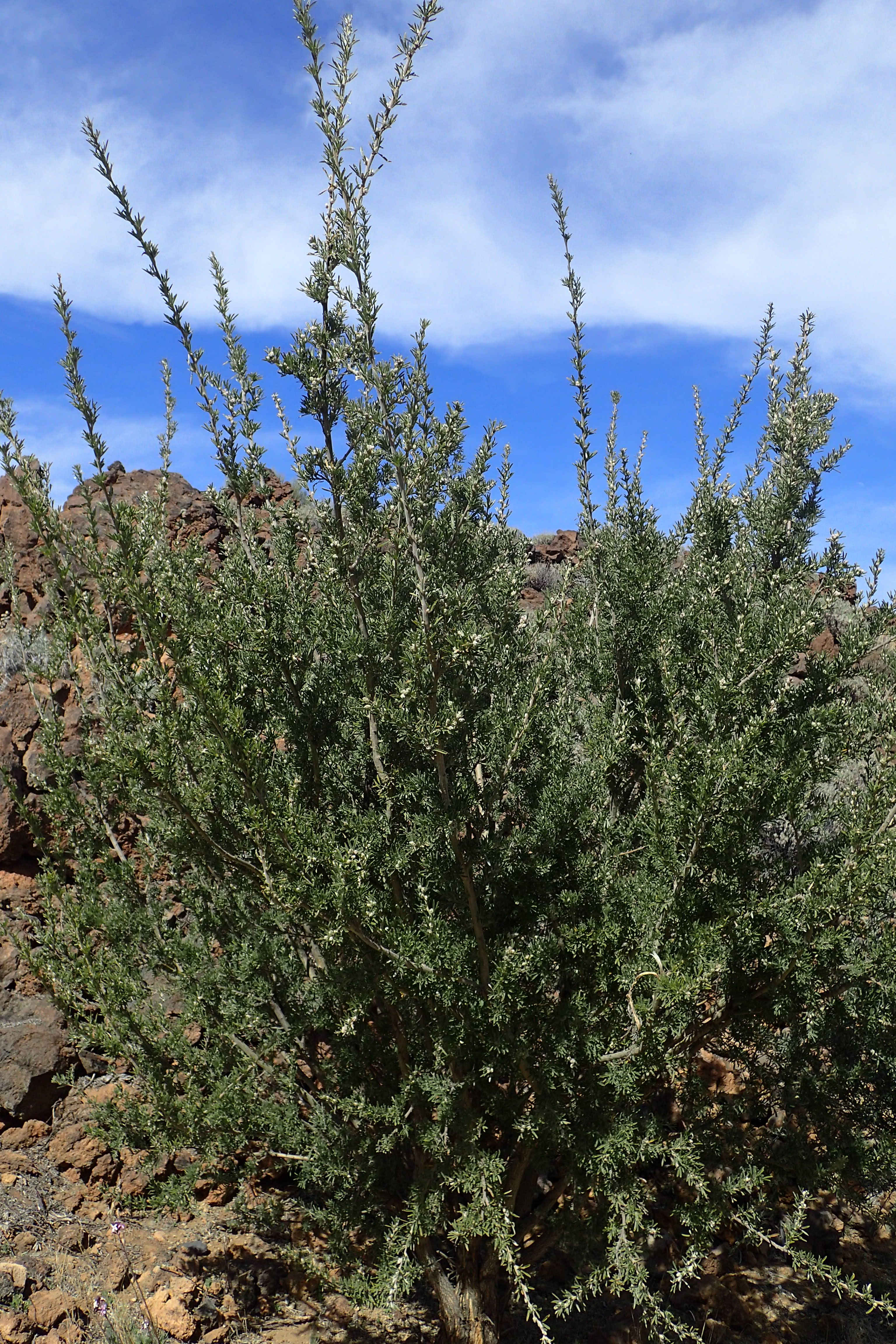
Tagasaste (Cytisus proliferus), arbre fertilisant très utilisé.

Les arbres fertilisants sont utilisés en agroforesterie pour améliorer l'état des sols utilisés pour l'agriculture. Ils captent l'azote de l'air et l'introduisent et le fixent dans le sol par leurs racines et leurs feuilles qui tombent. Ils peuvent également apporter des nutriments du plus profond du sol à la surface pour les cultures dont les racines ne peuvent pas atteindre cette profondeur. Les arbres fertilisants sont en outre utiles pour prévenir une baisse de fertilité du sol, la dégradation des sols et la désertification allant de pair, et améliorer l'utilisation de l'eau pour les cultures.
Des espèces de la famille des Légumineuses, notamment des genres Sesbania, Gliricidia, Tephrosia et Faidherbia albida sont connus pour être des arbres fertilisants. Le Cytise prolifère ou Tagasaste (Cytisus proliferus) est capable de fixer plus de 587 kg d'azote par hectare et par an. Il peut augmenter les rendements de maïs de une tonne par hectare et par an à plus de 10 tonnes ha/an dans les zones ayant plus de 850 mm de pluie par an ou une nappe phréatique perchée. Le tagasaste est également utilisé pour créer et entretenir la « terra preta ».

## Utilisation en Afrique

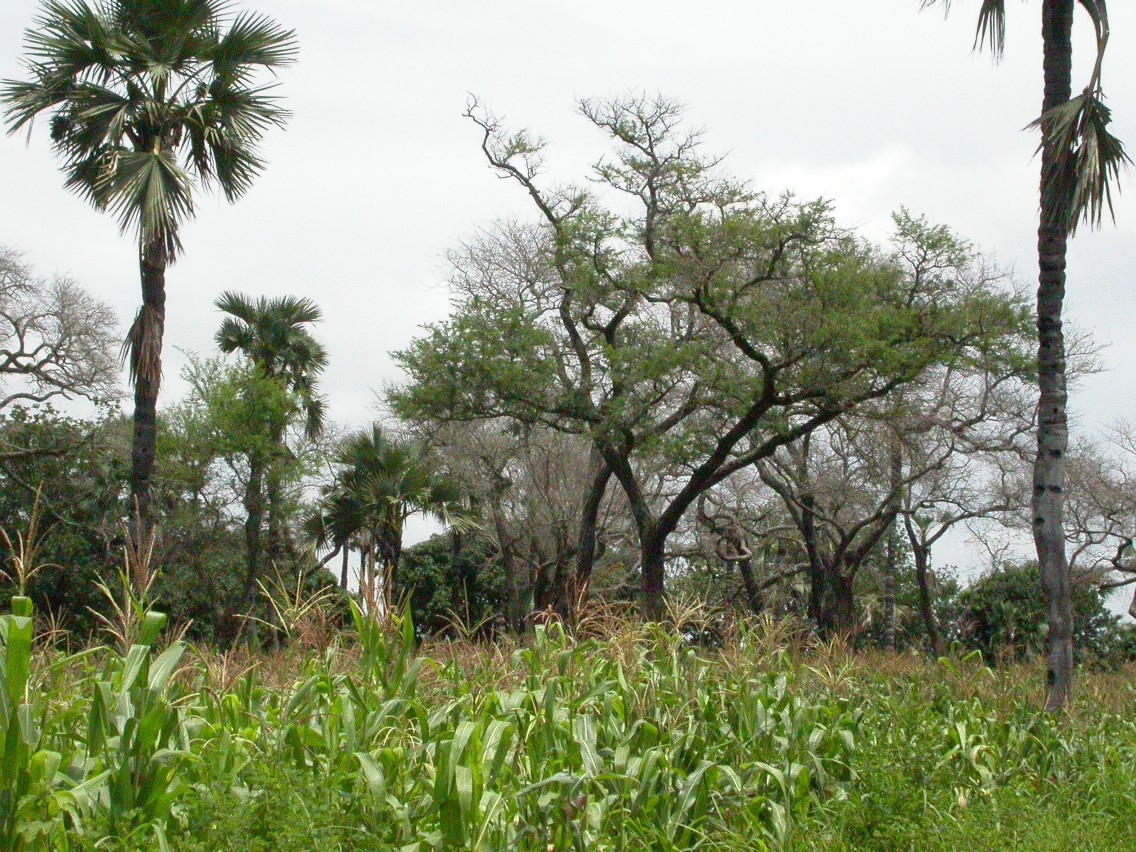
Palmiers et Faidherbia albida poussant en agroforesterie dans un champ de maïs.

L'utilisation de Faidherbia albida au Malawi et en Zambie a permis de doubler, voire de tripler les rendements de maïs. Dans le cadre de la culture de plantes pérennes, l'utilisation d'arbres fertilisants est proposée comme moyen d'améliorer la sécurité alimentaire. Le Niger compte plus de 4,8 millions d'hectares d'agro-forêts constituées principalement de Faidherbias, tandis que la Zambie en compte 300 000 hectares.
En Zambie et au Malawi, les agriculteurs plantent les arbres en damier tous les neuf mètres.
Les arbres fertilisants sont utiles pour empêcher l'expansion du désert et pour maintenir une agriculture viable dans les terres arides de nombreux pays africains.